# Hugo Van Dienderen
Hugo Van Dienderen, né à Anvers, le 17 février 1943 est un journaliste de la BRT devenu homme politique flamand, membre de Groen.
Il est licencié en philologie et lettres et journaliste.  Médaille civique de 1re classe.

## Carrière politique
- député fédéral belge d'Anvers:
  - du 13 décembre 1987 au 5 mai 1999.